# Microfluido
Os microfluidos são uma área de investigação e desenvolvimento que abrange o desenvolvimento de microdispositivos de análise química. Estes dispositivos permitem realizar análises químicas complexas, com reacção, separação e análise de produtos de reacção, num único chip.
Estes chips são produzidos por processos análogos aos utilizados para produzir chips de computadores.
Certos dispositivos microfluídicos permitem também o estudo de processos biológicos como é o caso da infecção de células por vírus. Isto permite obter informação sobre os diferentes passos e condições necessárias para a infecção, assim como o estudo da eficiência, cinética and passos cruciais para que um vírus consiga infectar uma célula. 

## Companhias
Dolomite (bombas e acessórios) - www.dolomite.com
Elveflow (controladores de pressão) - www.elveflow.com
MicroLiquid (chips e porta-chips) - www.microliquid.com
1. ↑  Rawle, Robert J.; Boxer, Steven G.; Kasson, Peter M. (julho de 2016). «Disentangling Viral Membrane Fusion from Receptor Binding Using Synthetic DNA-Lipid Conjugates». Biophysical Journal (1): 123–131. ISSN 0006-3495. PMC 4945621. PMID 27410740. doi:10.1016/j.bpj.2016.05.048. Consultado em 4 de outubro de 2024